# Marc Roca Barceló
Marc Roca Barceló (Barcelona, 21 de janeiro de 1988) é um jogador de polo aquático espanhol.

## Carreira
Roca integrou o elenco da Seleção Espanhola de Polo Aquático que ficou em sétimo lugar nos Jogos Olímpicos de 2016.